# Madárhúr
A madárhúr (Cerastium) a szegfűfélék (Caryophyllaceae) családjába tartozó növénynemzetség, gyakran alacsony, kúszó habitussal. Egyéves, téli egyéves és évelő növények tartoznak ide. A kb. 100 faj kozmopolita elterjedésű, de legnagyobb koncentrációban az északi félgömb mérsékelt területein találhatók meg. A fajok egy része szántóföldeken és bolygatott talajokon növő gyomnövény, de (szikla)kerti dísznövények is vannak köztük (pl. molyhos madárhúr).
A madárhúr egyes lepkefajok lárváinak tápláléknövénye; ilyen a Coleophora chalcogrammella (ami kizárólag a Cerastium arvense-t fogyasztja) és a Coleophora striatipennella (amit a Cerastium fontanum-on regisztráltak).
Válogatott fajok:
- Cerastium aleuticum
- Cerastium alpinum
- Cerastium arcticum
- Cerastium arvense (parlagi madárhúr)
- Cerastium beeringinanum
- Cerastium biebersteinii
- Cerastium brachypetalum (kisszirmú madárhúr)
- Cerastium dichotomum
- Cerastium dubium (sziki madárhúr)
- Cerastium fontanum (forrásmenti madárhúr)
- Cerastium glomeratum (gomolyos madárhúr)
- Cerastium nigrescens
- Cerastium pumilum ssp. glutinosum (enyves madárhúr)
- Cerastium pumilum ssp. pumilum (törpe madárhúr)
- Cerastium semidecandrum (békamadárhúr)
- Cerastium sylvaticum (erdei madárhúr)
- Cerastium tomentosum (molyhos madárhúr)
- Cerastium transsylvanicum (erdélyi madárhúr, a Cerastium alpinum fajcsoport hexaploid változata[2])